# 川畑秀明
川畑 秀明（かわばた ひであき、1974年 - ）は、日本の心理学者。慶應義塾大学文学部人文社会学科人間関係系教授。日本における感性心理学の第一人者。
専門領域は、感性心理学（実験美学，神経美学，対人魅力・対人印象研究，抗加齢医学分野の心理学的研究，感性教育，鑑賞教育）、芸術心理学、認知神経科学、知覚心理学などである。
主な研究テーマは、「美意識・美的な心の在り方」、「芸術や美の感じ方」、「顔や身体の魅力の認知と評価、抗加齢的処方への応用」、「美やアートの効用」などである。発達や文化差などを踏まえ、美とアートに関わる脳と心の働きについて多様性や個性についても研究を行っている。
研究対象は、絵画や音楽などの諸芸術、美、顔魅力、創造性、広告、ユーザー・エクスペリエンス，デザイン，ユーザビリティ，感性教育，鑑賞行動など多岐にわたる。
特に、ユニヴァーシティ・カレッジ・ロンドン時代に、脳と美について世界的権威であるSemir Zeki教授と行った研究 「Neural correlates of beauty (Kawabata & Zeki, 2004) 」は、我々の脳が美を感じているときの脳活動をfMRIでとらえた研究であり、引用数は1300以上を超える神経美学の有名研究である。

## 人物・経歴
鹿児島県鹿児島市生まれ。鹿児島県立鹿児島中央高等学校を経て、1997年鹿児島大学教育学部小学校教員養成課程心理学選修卒業、小学校教員免許取得。1999年九州大学大学院文学研究科心理学専攻修士課程修了、日本学術振興会特別研究員。2001年九州大学大学院人間環境学研究科後期博士課程早期修了、博士（人間環境学）、ロンドン大学ユニヴァーシティ・カレッジ・ロンドン認知神経学研究所神経生物学研究室研究員。2002年鹿児島大学教育学部講師。2004年同助教授。2009年慶應義塾大学文学部准教授。2012年日本基礎心理学会幹事。2017年日本学術会議連携会員。2018年慶應義塾大学文学部教授。2022年東京藝術大学客員教授。2024年横浜市立大学客員教授。

## 著作

### 著書
- 『やわらかい「わたし」のつくりかた : 脳とこころで学ぶ、自分と世のなか』柏書房 2005年
- 『認知心理学』（箱田裕司, 都築誉史, 萩原滋と共著）有斐閣 2010年
- 『脳からわかるアート・アートからわかる脳 : 脳が生みだす美と想像力』女子美術大学同窓会 2011年
- 『脳は美をどう感じるか : アートの脳科学』ちくま新書 2012年
- 『美感 : 感と知の統合』（三浦佳世, 横澤一彦と共著）勁草書房 2018年

### 編書
- 『情動と言語・芸術 : 認知・表現の脳内メカニズム』（森悦朗と共編）朝倉書店 2018年